# Аверн
Аверн (на френски: Avernes) е село в северна Франция, част от департамент Вал д'Оаз на регион Ил дьо Франс. Населението му е около 808 души (2013).
Разположено е на 94 метра надморска височина в Парижкия басейн, на 10 километра северно от десния бряг на Сена и на 42 километра северозападно от центъра на Париж. През XVI-XVII век селището е местен център на хугенотите.

## Известни личности
Починали в Аверн
- Жозеф Кесел (1898 – 1979), писател